# Tierp Hockey
Le Tierp Hockey est un club de hockey sur glace de Tierp en Suède. Il évolue en Division 1, le troisième échelon suédois.

## Historique
Le club est créé en 1957.

## Palmarès
- Aucun titre.

## Ancien joueur
- Johan Holmqvist